# ISO 3166-2:BT
ISO 3166-2:BT is een ISO-standaard met betrekking tot de zogenaamde geocodes. Het is een subset van de ISO 3166-2 tabel, die specifiek betrekking heeft op Bhutan. Voor Bhutan worden districten gedefinieerd.
De gegevens werden tot op 26 november 2018 geüpdatet op het ISO Online Browsing Platform (OBP). Hier worden 20 districten -  district (en) / district (fr) / dzongkhag (dz) – gedefinieerd.
Volgens de eerste set, ISO 3166-1, staat BT voor Bhutan, het tweede gedeelte is een tweecijferig nummer of een tweeletterige code.

## Codes
| Code  | Naam             |
| ----- | ---------------- |
| BT-33 | Bumthang         |
| BT-12 | Chhukha          |
| BT-22 | Dagana           |
| BT-GA | Gasa             |
| BT-13 | Haa              |
| BT-44 | Lhuentse         |
| BT-42 | Monggar          |
| BT-11 | Paro             |
| BT-43 | Pemagatshel      |
| BT-23 | Punakha          |
| BT-45 | Samdrup Jongkhar |
| BT-14 | Samtse           |
| BT-31 | Sarpang          |
| BT-15 | Thimphu          |
| BT-41 | Trashigang       |
| BT-TY | Trashiyangste    |
| BT-32 | Trongsa          |
| BT-21 | Tsirang          |
| BT-24 | Wangdue Phodrang |
| BT-34 | Zhemgang         |